# Japon aux Jeux olympiques d'hiver de 2010
Cet article contient des informations sur la participation et les résultats du Japon aux Jeux olympiques d'hiver de 2010 à Vancouver au Canada. 

## Cérémonies d'ouverture et de clôture

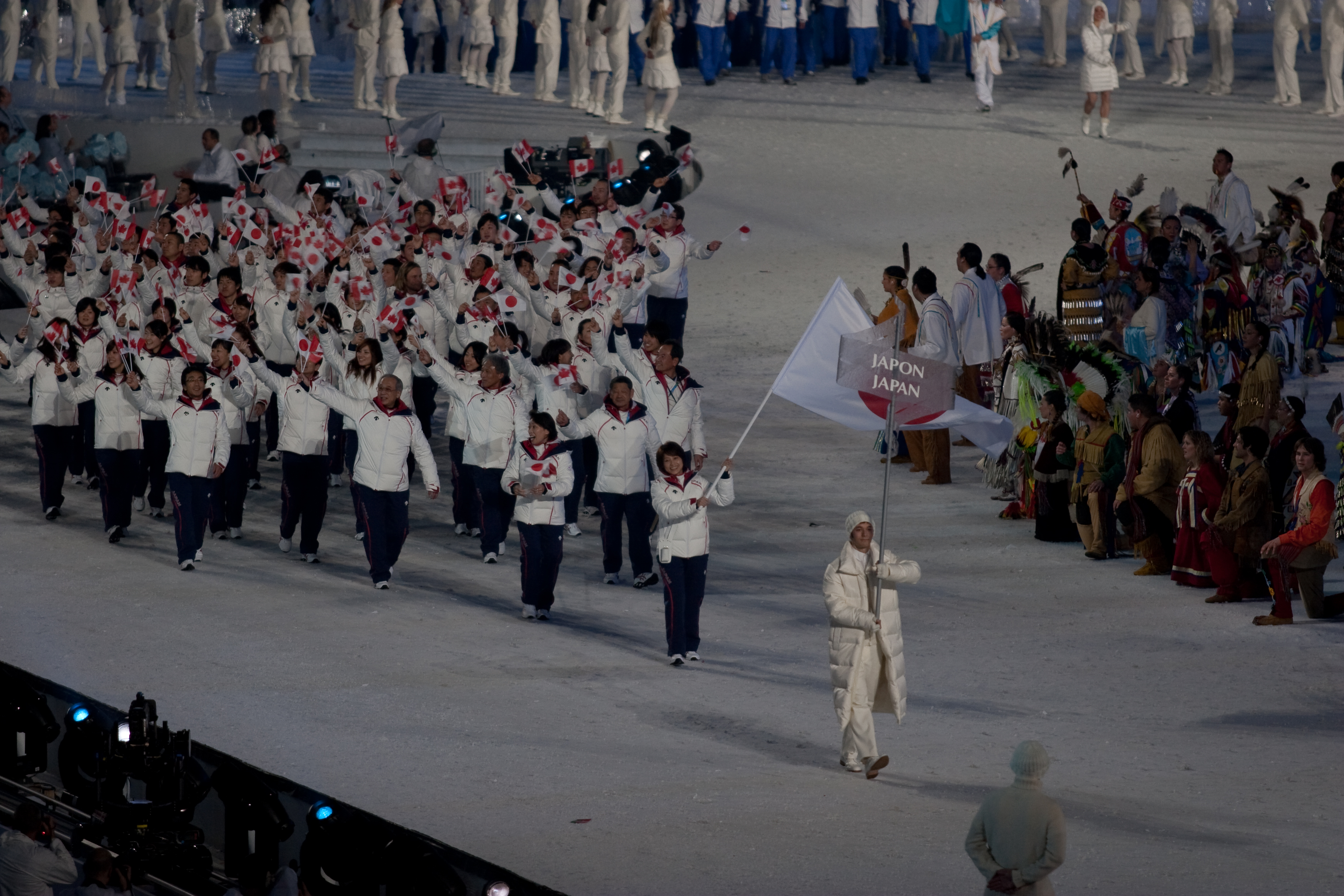
Entrée de la délégation japonaise lors de la cérémonie d'ouverture.

Comme cela est de coutume, la Grèce, berceau des Jeux olympiques, ouvre le défilé des nations, tandis que le Canada, en tant que pays organisateur, ferme la marche. Les autres pays défilent par ordre alphabétique. Le Japon est la 43e des 82 délégations à entrer dans le BC Place Stadium de Vancouver au cours du défilé des nations durant la cérémonie d'ouverture, après la Jamaïque et avant le Kazakhstan. Cette cérémonie est dédiée au lugeur géorgien Nodar Kumaritashvili, mort la veille après une sortie de piste durant un entraînement. Le porte-drapeau du pays est la patineuse de vitesse Tomomi Okazaki.
Lors de la cérémonie de clôture qui se déroule également au BC Place Stadium, les porte-drapeaux des différentes délégations entrent ensemble dans le stade olympique et forment un cercle autour du chaudron abritant la flamme olympique. Le drapeau japonais est alors porté par la Patineuse artistique Mao Asada.

## Médailles
- Liste des vainqueurs d'une médaille (par ordre chronologique)

### Or
| Sport              | Discipline | Sportifs | Performance |
| Médailles d'or : 0 |            |          |             |

### Argent
| Sport                  | Discipline                   | Sportifs                              | Performance   |
| Médailles d'argent : 3 |                              |                                       |               |
| Patinage de vitesse    | 500 mètres hommes            | Keiichiro Nagashima                   | 69.98         |
| Patinage artistique    | Individuel femmes            | Mao Asada                             | 205.50 points |
| Patinage de vitesse    | Poursuite par équipes femmes | Masako Hozumi Maki Tabata Nao Kodaira | 3:02.84       |

### Bronze
| Sport                   | Discipline        | Sportifs          | Performance   |
| Médailles de bronze : 2 |                   |                   |               |
| Patinage de vitesse     | 500 mètres hommes | Joji Kato         | 70.01         |
| Patinage artistique     | Individuel hommes | Daisuke Takahashi | 247.23 points |

## Engagés par sport

### Biathlon
- Hidenori Isa
- Fuyuko Suzuki

### Combiné nordique
- Taihei Kato
- Norihito Kobayashi
- Yusuke Minato
- Daito Takahashi
- Akito Watabe

### Curling
Femmes
- Moe Meguro
- Mari Motohashi
- Mayo Yamaura
- Kotomi Ishizaki
- Anna Ohmiya

### Patinage artistique
- Nobunari Oda
- Daisuke Takahashi  (individuel hommes)
- Takahiko Kozuka
- Miki Ando
- Mao Asada  (individuel femmes)
- Akiko Suzuki

### Patinage de vitesse
- Shigeyuki Dejima
- Shingo Doi
- Ryohei Haga
- Hiroki Hirako
- Masako Hozumi
- Shiho Ishizawa
- Joji Kato  (500 mètres hommes)
- Nao Kodaira
- Keiichiro Nagashima  (500 mètres hommes)
- Eri Natori
- Tadashi Obara
- Akio Ohta
- Tomomi Okazaki
- Sayuri Osuga
- Shihomi Shinya
- Teruhiro Sugimori
- Maki Tabata
- Miho Takagi
- Sayuri Yoshii

### Saut à ski
- Daiki Ito
- Noriaki Kasai
- Takanobu Okabe
- Taku Takeuchi
- Shohhei Tochimoto

### Patinage de vitesse sur piste courte
- Takahiro Fujimoto
- Ayuko Ito
- Mika Ozawa
- Hiroko Sadakane
- Yui Sakai
- Biba Sakurai
- Yuzo Takamido
- Jumpei Yoshizawa

### Skeleton
- Ryuichi Kobayashi
- Kazuhiro Kokubo
- Shinsuke Tayama

### Ski acrobatique
- Sho Endo
- Noriko Fukushima
- Miki Ito
- Kenji Kono
- Arisa Murata
- Nobuyuki Nishi
- Kai Ozaki
- Tae Satoya
- Hirooki Takizawa
- Yugo Tsukita
- Aiko Uemura

### Ski alpin
- Kentaro Minagawa
- Akira Sasaki
- Naoki Yuasa

### Ski de fond
- Nobuko Fukuda
- Masako Ishida
- Michiko Kashiwabara
- Madoka Natsumi
- Yuichi Onda

### Snowboard
- Ryoh Aono
- Natsuko Doi
- Koichi Ito
- Kazuhiro Kokubo
- Kohei Kudo
- Daisuke Murakami
- Shiho Nakashima
- Yuki Nofuji
- Rana Okada
- Masaki Shiba
- Tomoka Takeuchi
- Soko Yamaoka
- Eri Yanetani

## Diffusion des Jeux au Japon
Les Japonais peuvent suivre les épreuves olympiques sur la chaîne NHK G du groupe NHK, ainsi que sur TBS, NTV, CX, TX et EX. Les Jeux sont également diffusées sur le câble et le satellite sur NHK BS2, BS-TBS, BS Fuji, BS Asahi et BS-J.